# Hypoponera camerunensis
Hypoponera camerunensis es una especie de hormiga del género Hypoponera, subfamilia Ponerinae. 

## Distribución
Esta especie se encuentra en Camerún, República Democrática del Congo, Gabón, Sudáfrica y Uganda.